# Память мира (арабский мир)
Список объектов наследия проекта «Память мира» арабского мира (англ. Arab States).

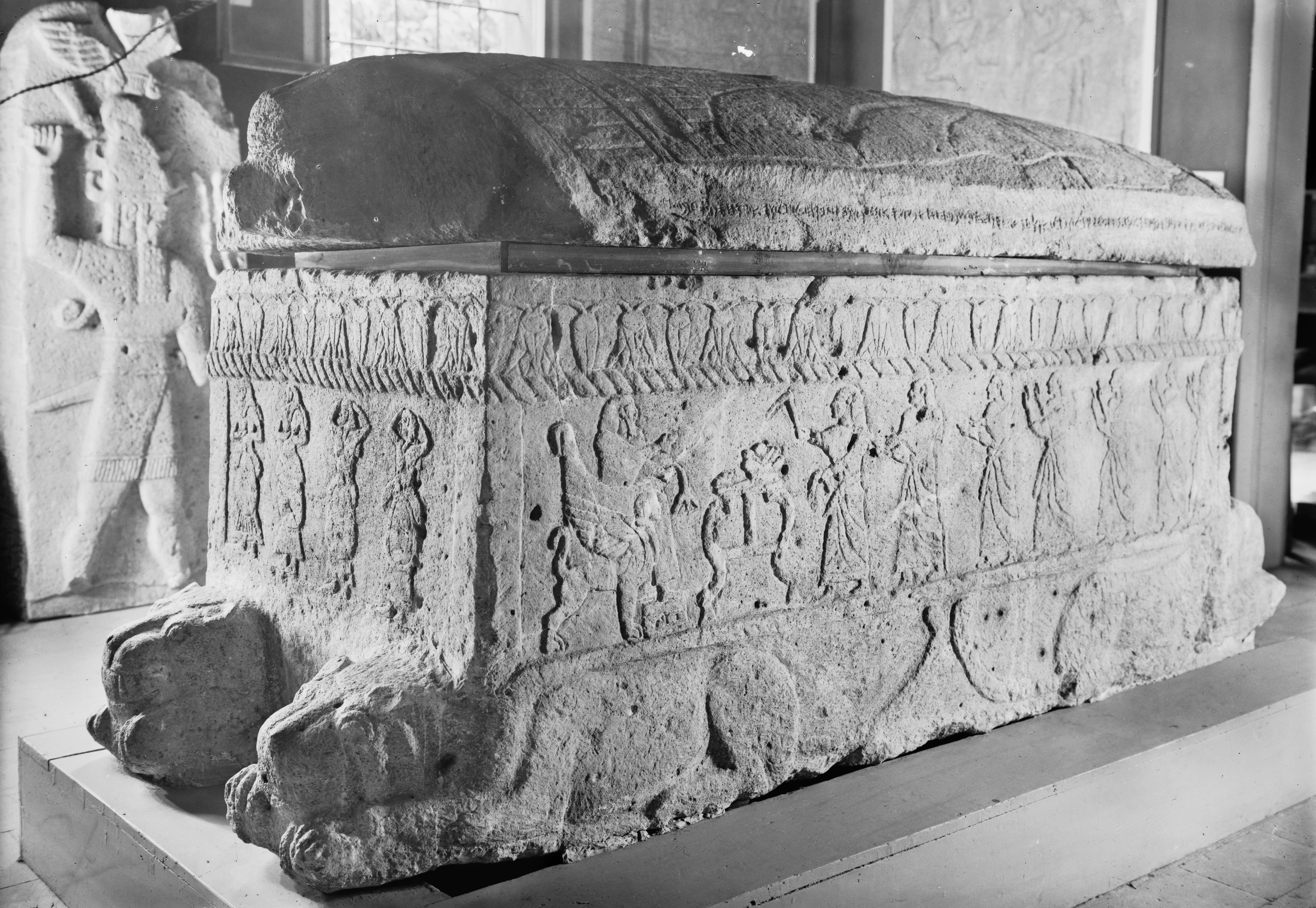
Надпись на саркофаге царя Ахирама возможно является древнейшим памятником финикийской письменности

| Страна/Территория | Документальное наследие                                                                     | Год добавления | Хранитель(и), Местонахождение(я)                                     | Ссылка |
| ----------------- | ------------------------------------------------------------------------------------------- | -------------- | -------------------------------------------------------------------- | ------ |
| Египет            | Память Суэцкого канала                                                                      | 1997           | Различные организации Франции и Египта                               | [ 1 ]  |
| Саудовская Аравия | Древнейшая исламская (куфическая) надпись                                                   | 2003           | окрестности Аль-Улы, северо-запад Саудовской Аравии                  | [ 2 ]  |
| Ливан             | Финикийский алфавит                                                                         | 2005           | Национальный музей, Бейрут                                           | [ 3 ]  |
| Египет            | Акты султанов и принцев                                                                     | 2005           | Национальный архив Египта, Каир                                      | [ 4 ]  |
| Ливан             | Памятные стеллы Нахр-эль-Кяльб, Горный Ливан                                                | 2005           | Муниципалитет Зук Мосбех (Zouk Mosbeh); муниципалитет Дбайе (Dbayeh) | [ 5 ]  |
| Египет            | Персидские иллюстрированные и иллюминованные рукописи                                       | 2007           | Национальные библиотека и архив Египта, Каир                         | [ 6 ]  |
| Марокко           | Пятый том Kitab al-ibar, wa diwan al-mobtadae wa al-khabar («Большой истории» Ибн Хальдуна) | 2011           | Библиотека Университета Аль-Карауин, Фес                             | [ 7 ]  |
| Тунис             | Каперство и международные отношения Тунисского регентства в XVIII и XIX веках               | 2011           | Национальный архив Туниса, Тунис                                     | [ 8 ]  |